# Kyra T. Inachin
Kyra T. Inachin (* 19. Mai 1968 in New York; † 10. Januar 2012) war eine deutsche Historikerin, die vorrangig auf dem Gebiet der Neueren und Neuesten Geschichte arbeitete. 

## Leben und Werk
Kyra T. Inachin wuchs in Lampertheim auf und studierte von 1987 bis 1992 Geschichte, Anglistik und Politische Wissenschaften an der Universität Mannheim und schloss ihr Studium als Magister Artium ab. Seit ihrer Promotion 1995 arbeitete sie als wissenschaftliche Assistentin am Lehrstuhl für Pommersche Geschichte und Landeskunde an der Ernst-Moritz-Arndt-Universität Greifswald. 2002 habilitierte sie sich. Danach war sie als Privatdozentin und ab 2008 war sie als außerplanmäßige Professorin mit Arbeitsbereich „Allgemeine Geschichte der Neuesten Zeit“ am Historischen Institut der Universität Greifswald tätig.
Sie veröffentlichte verschiedene Schriften zur Entwicklung des deutschen Parlamentarismus und der Parteien sowie zur pommerschen, preußischen und mecklenburgischen Geschichte.
Kyra T. Inachin verstarb am 10. Januar 2012 nach schwerer Krankheit.

## Schriften (Auswahl)
- Der Aufstieg der Nationalsozialisten in Pommern. Hrsg.: Landeszentrale für politische Bildung Mecklenburg-Vorpommern. Helms, Schwerin 2002. ISBN 3-935749-14-7.
- Durchbruch zur demokratischen Moderne. Die Landtage von Mecklenburg-Schwerin, Mecklenburg-Strelitz und Pommern während der Weimarer Republik. Edition Temmen, Bremen 2004. ISBN 3-86108-046-X.
- Nationalstaat und regionale Selbstbehauptung. Die preußische Provinz Pommern 1815–1945. Habilitationsschrift. (Quellen und Studien aus den Landesarchiven Mecklenburg-Vorpommerns ; Band 7.) Edition Temmen, Bremen 2005. ISBN 3-86108-052-4.
- Parlamentarierinnen. Landespolitikerinnen in Mecklenburg und Vorpommern 1918 bis heute. Hrsg.: Landeszentrale für politische Bildung Mecklenburg-Vorpommern. Scheunen-Verlag, Kückenshagen 2005. ISBN 3-938398-17-5.
- Von Selbstbehauptung zum Widerstand. Mecklenburger und Pommern gegen den Nationalsozialismus 1933 bis 1945. Hrsg.: Landeszentrale für politische Bildung Mecklenburg-Vorpommern. Scheunen-Verlag, Kückenshagen 2005. ISBN 3-934301-97-5.
- Die Geschichte Pommerns. Hinstorff, Rostock 2008. ISBN 978-3-356-01044-2. (Digitalisat bei Google Buch)